# Libertas Trogylos Basket 2009-2010
La stagione 2009-2010 della Libertas Trogylos Basket è stata la ventiquattresima consecutiva disputata in Serie A1 femminile.

## Stagione
Sponsorizzata dalla Erg Power&Gas, la società siracusana si è classificata al quinto posto nella massima serie e ha partecipato ai play-off per lo scudetto. È stata eliminata nel primo turno dalla Reyer Venezia.

## Rosa
| Giocatrici |
| ---------- |

| N° | Naz.               | Ruolo | Sportivo          | Anno | Alt. |  |
| -- | ------------------ | ----- | ----------------- | ---- | ---- |  |
| 5  | Italia (bandiera)  | PG    | Susanna Bonfiglio | 1974 | 178  |  |
| 6  | Italia (bandiera)  | A     | Silvia Favento    | 1985 | 185  |  |
| 8  | Italia (bandiera)  | P     | Oriana Milazzo    | 1991 | 165  |  |
| 9  | Serbia (bandiera)  | A     | Tanja Ćirov       | 1981 | 181  |  |
| 10 | Italia (bandiera)  | C     | Elena Fabbri      | 1975 | 170  |  |
| 11 | Cuba (bandiera)    | A     | Tania Seino       | 1973 | 186  |  |
| 12 | Croazia (bandiera) | C     | Sena Pavetić      | 1986 | 198  |  |
| 13 | Romania (bandiera) | C     | Florina Pașcalău  | 1982 | 193  |  |
| 15 | Italia (bandiera)  | A     | Roberta Meneghel  | 1977 | 182  |  |
| 20 | Italia (bandiera)  | PG    | Ilaria Milazzo    | 1994 | 172  |  |

| Staff tecnico                                                           |
| ----------------------------------------------------------------------- |
| Allenatore: Santino Coppa                                               |
| Vice Allenatore: Salvo Coppa                                            |
| Preparatore atletico: Giuseppe Maiori                                   |
| Fisioterapista: Mario Quartararo e Ugo Sortinoo                         |
| Medico Sociale: Luigi Raia e Matteo Fucile                              |
| Medico ortopedico: Giuseppe Partexano, Mario Quartararo, Pietro Tamburo |
| Addetto agli arbitri: Sebastiano Costanzo                               |

| Giocatrici acquisite a stagione in corso |
| ---------------------------------------- |

| N° | Naz.                   | Ruolo | Sportivo                    | Anno | Alt. |  |
| -- | ---------------------- | ----- | --------------------------- | ---- | ---- |  |
| 7  | Stati Uniti (bandiera) | P     | Kristin Haynie (da gennaio) | 1983 | 175  |  |
| 12 | Stati Uniti (bandiera) | AG    | Ayana Walker (da marzo)     | 1979 | 191  |  |

| Giocatrici cedute a stagione in corso |
| ------------------------------------- |

| N° | Naz.                   | Ruolo | Sportivo                           | Anno | Alt. |  |
| -- | ---------------------- | ----- | ---------------------------------- | ---- | ---- |  |
| 4  | Stati Uniti (bandiera) | PG    | Megan Duffy (fino al 17 settembre) | 1984 | 174  |  |
| 7  | Ungheria (bandiera)    | GA    | Szilvia Török (fino a gennaio)     | 1981 | 173  |  |

Scheda su LegABasketFemminile.it

## Dirigenza
La dirigenza è composta da:
- Presidente: Paolo Giuliano
- Vicepresidenti: Massimo Conigliaro, Nestore De Sanctis, Marco Guerri, Salvatore Limeri
- Segretario: Mario Esposito
- Resp. comunicazione e servizi sportivi: Carmelo Gurreri e Mirko Vaccaro
- Resp. amministrativo: Roberto Capodicasa
- Dirigente accompagnatore e responsabile: Fabrizio Milani
- Responsabile marketing: Claudio Cavarra
- Logistica: Gianni Vecchio
- Resp. Internet:	Giuseppe Caldarella
- Resp. Eventi speciali: Angelo Lantieri
- Responsabile Sede: Andrea Blanco
- Responsabile Settore Giovanile: Sofia Vinci